# VCPI
Virtual Control Program Interface (VCPI) — специфікація Phar Lap Software 1989 року незабаром після появи процесора 80386, яка дозволяла програмам DOS переходити в захищений режим, надаючи доступ до багатьох функцій процесора не доступних в режимі реального часу. VCPI  реалізований як підфункції функції DEh переривання INT 67h.
Програма, яка користується VCPI для перемикання в захищений режим, повинна підтримувати повний набір системних таблиць — GDT, LDT, IDT, таблиці сторінок і т.д.
Перед викликом переривання INT 67h регістр AH повинен містити DEh, а номер необхідної підфункції повинен бути завантажений в регістр AL. Крім того, перш ніж викликати переривання INT 67h, на самому початку роботи програми необхідно переконатися в тому, що в системі встановлений драйвер EMS.
Щоб використовувати захищений режим з VCPI, фактично треба вміти програмувати його самостійно. Наприклад, щоб викликати переривання DOS або BIOS, довелося б перемикатися в режим V86, викликати переривання і потім повертатися назад. Природно, цей інтерфейс не отримав широкого розвитку і був практично повсюдно витиснений більш зручним DPMI.